# Shanksville (Pensilvânia)
Shanksville é uma região do Condado de Somerset, estado da Pensilvânia, nos Estados Unidos da América. Tornou-se conhecida internacionalmente após os ataques de 11 de Setembro de 2001, quando foi o cenário da queda do voo 93 da United Airlines, sequestrado por terroristas ligados à Al-Qaeda, de Osama Bin Laden. Acredita-se que o alvo dos terroristas era algum edifício de Washington, DC, como a Casa Branca ou o Capitólio.